# Acantholimon saxifragiforme
Acantholimon saxifragiforme är en triftväxtart som beskrevs av Heinrich Carl Haussknecht, Paul Ernst Emil Sintenis och Bokhari. Acantholimon saxifragiforme ingår i släktet Acantholimon och familjen triftväxter. Inga underarter finns listade i Catalogue of Life.